# Sarah (romanzo)
Sarah è un romanzo del 2000 scritto da J.T. Leroy, pseudonimo della scrittrice Laura Albert, che ha definito tale identità fittizia come "un avatar", spiegando che le ha permesso di scrivere di cose che non sarebbe stata in grado di narrare nei suoi veri panni.

## Trama
Il protagonista e narratore di Sarah è un ragazzo dodicenne di cui non viene detto il nome. Sua madre Sarah è definita una lucertola da parcheggio, cioè una prostituta che lavora nelle piazzole di sosta dei camion nella Virginia Occidentale. Malgrado l'abbia picchiato e abbandonato, egli desidera il suo amore ed inizia ad indossare i vestiti della madre e ad imitarla.
Il ragazzo accetta di lavorare per Glad, un benevolo protettore specializzato in femminielli. Glad gli dona un osso penico di procione, che indossa come un amuleto per protezione, buona fortuna e abilità erotiche, simboleggiando la sua condizione di protetto da Glad. Gli viene dato il nome di Cherry Vanilla, ma alla sua prima esperienza con un camionista utilizza il nome Sarah.
Sperando di superare la madre che l'ha rifiutato e di diventare la più grande lucertola da parcheggio di tutti i tempi, si addentra per proprio conto nei bassifondi della Virginia Occidentale ed entra nelle grazie di un potente quanto pericoloso lenone noto come Le Loup. Ignorando che la sua nuova "ragazza" sia un maschio, Le Loup non lo usa come prostituta ma come un oggetto di venerazione – e di offerte – per camionisti creduloni, mediante alcuni trucchi come la camminata sulle acque. Tuttavia l'alone di mistero attorno a Santa Sarah svanisce quando il trucco viene scoperto e quando anche il vero sesso del protagonista viene rivelato Le Loup lo costringe a lavorare a fianco degli altri prostituti maschi e a vivere rinchiuso con loro. Dopo un anno terribile, Glad riesce finalmente a riscattarlo da Le Loup ma, al suo ritorno, il ragazzo non riesce più a stare con i femminielli di Glad; tra l'altro sua madre Sarah se n'è andata da lungo tempo.
In una postilla il ragazzo, che è ora un uomo adulto, spiega al lettore che il suo terapeuta, il dottor Owens, gli ha suggerito di scrivere delle sue esperienze per "migliorare il suo recupero". Il narratore conclude la storia rivelando che Sarah fu ritrovata in una roulotte abbandonata dopo che si era sparata. Smette di chiedersi perché abbia mai cercato di essere come lei prima di rendersi conto che l'unica cosa importante era il fatto che egli non lo fosse.

## Critica
Sarah utilizza elementi narrativi e caratterizzazioni presenti anche nei capitoli di Ingannevole è il cuore più di ogni cosa (2001). Ma, a differenza di questo o di La fine di Harold (2004), Sarah è ricco di senso dell'umorismo e ha un tono più fiabesco nei personaggi e nelle situazioni. Queste qualità moderano i temi scabrosi che il romanzo condivide con gli altri libri di J.T. LeRoy: sopraffazione, sfruttamento, abbandono, tradimento, perdita. Come loro, esplora anche le dinamiche dell'identità e del genere e utilizza la situazione narrativa di esporre la vita intima di qualcuno con tutta la vergogna, l'ostilità e la violenza che ne seguono. Il poeta e critico Stephen Burt ha definito Sarah "un'opera d'arte" e "un libro sui rischi e i brividi della falsa identità" che prende la sua potenza "dall'allegria con la quale rifiuta il realismo: molteplici argomenti (traumi sessuali, coming out, povertà rurale) che la narrativa americana descrive solitamente con noiosa serietà invece di sbizzarrirsi in una commedia in Technicolor."

## Riferimenti al romanzo nella cultura di massa
La canzone Cherry Lips dei Garbage fa riferimenti al personaggio di Cherry Vanilla di Sarah e a J.T. LeRoy.
La canzone Sarah dei Bat for Lashes è stata ispirata dal romanzo.

## Edizioni
- (EN) J.T. Leroy, Sarah, New York, Bloomsbury, 2000, ISBN 1582340765.
- J.T. Leroy, Sarah, collana Le strade, traduzione di Martina Testa, n. 42, Roma, Fazi, 2001, ISBN 88-8112-167-0.
- J.T. Leroy, Sarah, collana Tascabili, traduzione di Martina Testa, n. 61, Roma, Fazi, 2004, ISBN 88-8112-566-8.